# Leninský rajón (Sevastopol)
Leninský rajón (rusky Ленинский район, ukrajinsky Ле́нінський райо́н) je administrativní část (čtvrť) města Sevastopolu. Jedná se o srdce Sevastopolu a do roku 1961 se nazývala Stalinský rajón. Ve čtvrti se nachází centrální městské náměstí – Nachimovo náměstí. Původní město Sevastopol zde vzniklo v roce 1783. Současné hranice čtvrti byly ustaveny městskou radou v únoru 1977. Na západě je hranice Gagarinského rajónu, na jihu je Balaklavský rajón, na východě Nachimovský rajón a severní břehy jsou omývány vodami sevastopolského zálivu.